# Arjeplogs landskommun
Arjeplogs landskommun var en tidigare kommun i Norrbottens län. 

## Administrativ historik
När 1862 års kommunalförordningar trädde i kraft den 1 januari 1863 gällde detta inte socknarna i Lappland. Först den 1 januari 1874 bildades Arjeplogs landskommun i Arjeplogs socken när kommunalförordningarna började gälla även där.
1 januari 1947 (enligt beslut den 26 oktober 1945) överfördes de till Arjeplog och Södra Bergnäs kbfd tillhörande delarna av Gullö by, samt hemmanet Sandudden till Arvidsjaurs landskommun och Arvidsjaurs kbfd. Området hade 71 invånare och omfattade en areal av 41,06 kvadratkilometer, varav 28,46 land.
1 januari 1955 överfördes från Sorsele landskommun och Sorsele kbfd till Arjeplog och Södra Bergnäs kbfd ett område med 128 invånare och med en areal av 7,12 km², varav 6,21 km² land.
Kommunreformen 1952 påverkade inte indelningarna i området, då varken Västerbottens eller Norrbottens län berördes av reformen.
Vid kommunreformen den 1 januari 1971 bildades Arjeplogs kommun av Arjeplogs landskommun.

### Kyrklig tillhörighet
I kyrkligt hänseende tillhörde kommunen Arjeplogs församling. Från 1 januari 1928 var församlingen uppdelad på två kyrkobokföringsdistrikt: Arjeplog och Södra Bergnäs.

## Kommunvapnet
Blasonering: I grönt fält tre balkvis ställda strängar, åtföljda ovan av ett renhorn och nedan av en tilltagande måne, allt av silver.
Vapnet skapades av Bo Sundgren och fastställdes 1952.

## Geografi
Arjeplogs landskommun omfattade den 1 januari 1952 en areal av 14 623,74 km², varav 12 938,74 km² land. Den 1 januari 1961 omfattade landskommunen en areal av 14 630,86 km², varav 12 944,95 km² land.

### Tätorter i kommunen 1960
| Tätort   | Folkmängd |
| -------- | --------- |
| Arjeplog | 1 355     |
| Laisvall | 695       |
| Slagnäs  | 251       |

Tätortsgraden i kommunen var den 1 november 1960 41,4 procent

## Befolkningsutveckling
| Befolkningsutvecklingen i Arjeplogs landskommun 1880–1970 | Befolkningsutvecklingen i Arjeplogs landskommun 1880–1970 | Befolkningsutvecklingen i Arjeplogs landskommun 1880–1970 | Befolkningsutvecklingen i Arjeplogs landskommun 1880–1970 | Befolkningsutvecklingen i Arjeplogs landskommun 1880–1970 |
| --- | --------------------------------------------------------- | --------------------------------------------------------- | --------------------------------------------------------- | --------------------------------------------------------- |
| |                                                           |                                                           |                                                           |                                                           |
| År |                                                           |                                                           | Folkmängd                                                 |                                                           |
| 1880 | 1880                                                      |                                                           | 1 352                                                     |                                                           |
| 1890 | 1890                                                      |                                                           | 1 771                                                     |                                                           |
| 1900 | 1900                                                      |                                                           | 2 325                                                     |                                                           |
| 1910 | 1910                                                      |                                                           | 2 849                                                     |                                                           |
| 1920 | 1920                                                      |                                                           | 3 183                                                     |                                                           |
| 1930 | 1930                                                      |                                                           | 3 795                                                     |                                                           |
| 1935 | 1935                                                      |                                                           | 4 113                                                     |                                                           |
| 1940 | 1940                                                      |                                                           | 4 452                                                     |                                                           |
| 1945 | 1945                                                      |                                                           | 4 928                                                     |                                                           |
| 1950 | 1950                                                      |                                                           | 5 340                                                     |                                                           |
| 1955 | 1955                                                      |                                                           | 5 711                                                     |                                                           |
| 1960 | 1960                                                      |                                                           | 5 559                                                     |                                                           |
| 1965 | 1965                                                      |                                                           | 5 032                                                     |                                                           |
| 1970 | 1970                                                      |                                                           | 4 369                                                     |                                                           |
| Anm: För åren 1880-1945: befolkning enligt folkräkning 31 december enligt den administrativa indelningen den 1 januari följande år. 1950 avser befolkning enligt folkräkning den 31 december enligt den administrativa indelningen den 1 januari 1952. 1955 avser den kyrkobokförda befolkningen den 31 december enligt den administrativa indelningen den 1 januari följande år. 1960-1970 avser befolkning enligt folkräkning den 1 november enligt den administrativa indelningen den 1 januari följande år. 1970 avser befolkningen den 1 november 1970 i det område som landskommunen omfattade när den ombildades till Arjeplogs kommun 1 januari 1971. |                                                           |                                                           |                                                           |                                                           |

## Politik

### Mandatfördelning i Arjeplogs landskommun 1938–1966
| 6 | 6 | 3 |

| 14 |

| 6 | 7 | 2 |

| 15 |

| 10 | 10 | 4 |  |

| 22 |

| 8 | 12 |  | 3 |  |

| 24 |

| 7 | 13 |  | 2 | 2 |

| 23 |

| 7 | 16 | 2 | 3 | 2 |

| 27 |

| 7 | 16 | 2 | 3 | 2 |

| 24 | 6 |

| 7 | 14 | 3 | 3 |  | 2 |

| 25 | 5 |